# Pšovka
Pšovka är ett vattendrag i Tjeckien.   Det ligger i regionen Mellersta Böhmen, i den centrala delen av landet, 30 km norr om huvudstaden Prag.